# نيتساني عوز
نيتساني عوز ((بالعبرية: נִצָּנֵי עֹז, ניצני עוז‏)، حرفياً براعم القوة) مستوطنة إسرائيلية ضمن حدود الـ 48 تأسست عام 1951 على أراضي مجموعة من أحياء مدينة طولكرم. في عام 2002 قامت إسرائيل بتركيب جدار عازل لفصل مدينة طولكرم عن المستوطنة.

## التاريخ
تأسست مستوطنة نيتساني عوز على أراضي مجموعة من أحياء مدينة طولكرم عام 1951.

## معبر 104
يقع بجوار مستوطنة نيتساني عوز معبرٌ بريٌ حيوي يُعرف باسم معبر خضوري (أو معبر 104) (أو معبر نيتساني عوز) وهو أحد المعابر الهامة الواصلة بين الضفة الغربية وإسرائيل.

## السكان
يقع الموشاف ضِمن نطاق مجلس ليف هشارون الإقليمي. في 2019، بلغ عدد سكانه 1,115.